# شهریارک نوک‌سیاه
شهریارک نوک‌سیاه (نام علمی: Symposiachrus loricatus) نام یک گونه از سرده شهریارک‌های رنگ‌پریده است.